# Fiedot Szubin
Fiedot Iwanowicz Szubin (ros. Федот Иванович Шубин; ur. 17 maja?/28 maja 1740 w okolicach miejscowości Chołmogory, zm. 13 maja?/25 maja 1805 w Petersburgu) – rosyjski rzeźbiarz.

## Życiorys
Urodzony i wychowany na pomorskiej wsi w wielodzietnej rodzinie chłopskiej, Szubin od najmłodszych lat zajmował się rzeźbieniem w drewnie i kłach morsów, które w Rosji uważano za równoważnik kości słoniowej, osiągając w tej dziedzinie znaczną biegłość. W wieku lat osiemnastu, zachęcony przykładem pochodzącego z sąsiedniej wsi Michaiła Łomonosowa, postanowił udać się do Petersburga. Drogę tę przebył na piechotę.
Łomonosow obejrzał jego rzeźby i dopatrzył się w nim talentu. To właśnie dzięki temu powszechnie szanowanemu uczonemu Szubin został przyjęty do Cesarskiej Akademii Sztuki. Jego nauczycielem był Nicolas-François Gillet, który był zachwycony postępami ucznia i przyznał mu złoty medal za osiągnięcia, co otwarło Szubinowi drogę do drogich studiów zagranicznych i szlachectwa.
Z polecenia Falconeta, w roku 1767 został uczniem sławnego nie tylko w Paryżu rzeźbiarza Pigalle’a, w którego atelier spędził trzy lata, by następnie udać się do Rzymu. Po powrocie do Rosji w roku 1772, Szubin stał się najmodniejszym i najbardziej poszukiwanym rzeźbiarzem w kraju. W latach 70. i 80. XVIII w. wykonał liczne rzeźby dla ozdoby Pałacu Marmurowego i Ławry Troickiej Aleksandra Newskiego, dla której sporządził 58 medalionów przedstawiających wszystkich władców Rosji od Ruryka poczynając, co spowodowało zaopiniowanie go do Akademii Sztuki jako wykładowcy. Niechętna opinia carycy Katarzyny II (której nie spodobał się jej wizerunek dłuta mistrza – prawdziwy, a nie wyidealizowany) i intrygi zawistnych kolegów spowodowały, że nie mógł objąć katedry rzeźby przed rokiem 1801, gdy był już stary, prawie ślepy, obarczony liczną rodziną i pozbawiony środków do życia. Jego wieloletnie prośby o „zapomogę i świece” pozostawały bez odpowiedzi.
Docenił go dopiero – na krótko przed śmiercią – Aleksander I.